# Trụ Vương
Đế Tân (chữ Hán: 帝辛), tên thật Ân Thọ (子受) hoặc Tử Thụ Đức (子受德), còn gọi là Thương vương Thụ (商王受), Thương Trụ, Thương Thụ, là vị vua cuối cùng đời nhà Thương trong lịch sử Trung Quốc . Ông được cho là ở ngôi từ 1154 TCN đến 1123 TCN, hoặc 1075 TCN đến 1046 TCN.
Theo sử sách, Trụ vương không phải là một vị vua xấu ngay từ đầu. Ông là một vị vua có võ nghệ giỏi, trọng nông nghiệp, thời kỳ đầu trị vì của ông thì triều Thương khá ổn định. Nhân đó, ông đã đem quân đi chinh phạt các nơi, đặc biệt là những người Đông Di. Nhưng sau nhiều năm chinh phạt hao người tốn của, gánh nặng chiến tranh khiến tình hình nội trị của nhà Thương xấu đi, nhiều quý tộc và chư hầu trở nên bất bình, không muốn phục tùng Trụ vương nữa. Bản thân ông không xoa dịu được sự bất bình của các chư hầu, nên đã khiến họ quay sang ủng hộ cho Chu Vũ vương Cơ Phát khởi binh chống lại, nhà Thương diệt vong.
Sau khi Đế Tân chết, Chu Vũ vương muốn nêu bật tư cách xấu của ông, đã gọi ông là Trụ Vương (紂王), nghĩa là tàn bạo gian ác. Trong các truyền thuyết dân gian, ông cùng với Đát Kỷ được mô tả là cặp đôi ác độc, chuyên làm những việc bạo ngược hại dân, đặc biệt là trong Phong thần diễn nghĩa, một tiểu thuyết thần thoại nổi tiếng thời nhà Minh.

## Tiểu sử
Trong Sử ký, Tư Mã Thiên viết ông là con của Đế Ất, từ nhỏ có tiếng thông hiểu sách vở, vẻ ngoài tráng kiện lạ thường. Sách Tuân Tử cho biết ông từ nhỏ nổi tiếng tuấn kiệt, có thể gọi là anh hùng đương thời. Ông là em trai của Tử Khải và Tử Diễn.
Trong truyền thuyết, ông đủ thông minh để giành chiến thắng tất cả các cuộc tranh luận và đủ mạnh để săn thú hoang với hai bàn tay trần của mình . Khi lên ngôi, ông định đô ở Triều Ca (nay là huyện Kỳ, Hà Nam). Vốn có sức khỏe phi thường, Đế Tân siêng năng chấn hưng chính trị, khi quốc lực cường thịnh thì ông chủ trương đánh dẹp các tộc Đông di ở phương Đông.
Trong những năm sau này, Đế Tân chỉ biết đến rượu chè, phụ nữ, tình dục và sự thiếu đạo đức, thích cầm quân hơn là bàn chính sự trong triều. Theo Tư Mã Thiên, ông thậm chí còn tổ chức những lễ hội với nhiều người tham gia vào quan hệ tình dục cùng một lúc với các thê thiếp của ông và tạo ra các bài hát với lời lẽ thô thiển (dâm nhạc) và nhịp điệu nghèo nàn.
Trong truyền thuyết, ông được mô tả như là chịu ảnh hưởng của người vợ độc ác của ông là Đát Kỷ.

## Hưởng lạc
Một trong những hình thức giải trí nổi tiếng nhất mà Đế Tân rất thích là Tửu trì Nhục lâm (酒池肉林). Đó là một cái hồ lớn đủ chỗ cho một số chiếc xuồng, được xây dựng trên nền cung điện, với lớp lót bên trong là các viên đá hình bầu dục lấy từ bờ biển. Điều này cho phép toàn bộ hồ được lấp đầy với rượu, gọi là "Tửu Trì" (ao rượu). Một hòn đảo nhỏ được xây dựng ở giữa hồ, với các cây được trồng trên đó được treo đầy các xiên thịt thú rừng nướng treo lơ lửng trên hồ rượu dày đặc đến nỗi ánh mặt trời không xuyên qua các cây thịt xuống mặt đất được gọi là "Nhục Lâm" (rừng thịt).
Điều này cho phép Đế Tân, bạn bè và thê thiếp của ông lênh đênh trên những chiếc xuồng trong hồ rượu và suốt ngày đêm vui chơi ở đây đến mức không còn biết thời gian và thế giới bên ngoài. Đây được coi là một trong những ví dụ nổi tiếng nhất của sự suy đồi và tham nhũng của một người cai trị trong lịch sử Trung Quốc. Ngoài ra, ông cũng nghe lời Đát Kỷ xây Lộc Đài, là một ngôi nhà to và cao vút để từ trên đỉnh có thể thưởng ngoạn cảnh vật của đất nước.
Để vui lòng Đát Kỷ, ông đã nghe lời xúi giục của bà mà bày ra vô số cực hình tàn khốc mà nổi tiếng nhất là:
- Sái Bồn: đào cái hào to và sâu, sau đó bắt thật nhiều rắn độc bỏ vào, hành hình bằng cách lột hết y phục của nạn nhân rồi xô vào bồn để lũ rắn thay nhau cắn mổ nạn nhân đến chết. Sái Bồn là nơi ông và Đát Kỷ giải sầu bằng việc bày trò đấu vật, các thái giám và cung nữ sẽ đấu với nhau, kẻ thắng sẽ được ban rượu thịt ở Tửu Trì - Nhục Lâm, ai thua sẽ bị ném xuống Sái Bồn cho rắn ăn thịt.
- Bào Lạc: (炮烙之刑) một công cụ chuyên hành hình các quan thần, đó là một ống đồng thật to rỗng ruột, bên dưới là miệng lò dùng để chụm than củi vào, hành hình bằng cách chất củi nung cho cột đồng nóng đỏ rồi đưa nạn nhân đến dí nguyên người nạn nhân vào ống đồng cho thịt da cháy khét, nạn nhân giãy chết rất thê lương.

Nạn nhân của các cực hình này dao động từ dân thường và tù nhân đến các đại thần triều đình, bao gồm cả Mai Bá (梅伯). Để hỗ trợ cho sự xa hoa của Đế Tân mỗi ngày, các loại thuế cực kì nặng nề được ban hành. Dân thường phải chịu đựng rất nhiều và do đó và mất hết hy vọng cho nhà Thương. Anh trai của Đế Tân là Vi Tử cố gắng thuyết phục ông thay đổi nhưng bị quở trách. Người chú của Đế Tân là Tỷ Can cố làm điều tương tự, nhưng Đế Tân lại ra lệnh moi tim ông để xem trái tim của nhà hiền triết trông như thế nào.
Những hành vi tàn ác này của Đế Tân khiến cho chư hầu và các tướng dần dần xa lánh dẫn đến sự suy yếu của nhà Thương sau này.

## Kết cục
Tây Bá hầu Cơ Xương căm giận Đế Tân, cố tìm cách giấu mình, giả cách quy phục rồi ngầm tập hợp lực lượng chống lại.
Khi Cơ Xương mất, con là Cơ Phát lên ngôi, cùng 11 tiểu quốc chư hầu ở phía Tây mang quân đi đánh Thương. Quân Thương chủ lực ở Đông Nam, không kịp cứu Triều Ca. Đế Tân hốt hoảng, đành trang bị cho quân dân nô lệ, song Cơ Phát theo kế của Khương Tử Nha mà đánh vào Triều Ca đang không có ai chống đỡ. Đế Tân biết vội rút quân về, nhưng bị đánh bại tại Trận Mục Dã.
Đế Tân bèn rút về Triều Ca, lên Lộc Đài tự thiêu. Triều Thương chính thức bị diệt vong.

## Số năm tại vị
Trúc thư kỉ niên tuyên bố Trụ Vương tại vị 52 năm, còn một số tài liệu khác nói ông tại vị 63 năm.

## Con cái
- Vũ Canh (mẹ không rõ, có thể là Đát Kỷ nhưng không có nguồn tin chính xác).

## Trong văn học

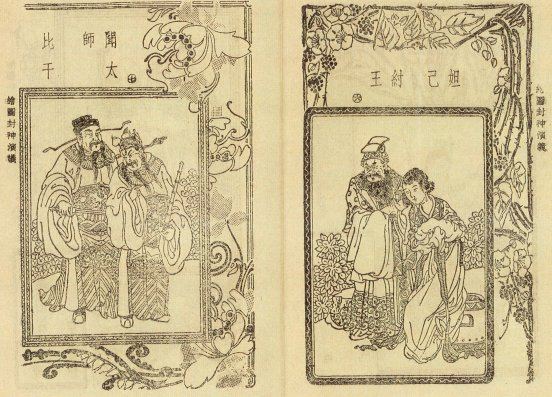
Minh họa Phong thần diễn nghĩa.
Trái: Tỉ Can và Văn Trọng; Phải: Trụ Vương và Đát Kỷ

Đế Tân, thường được biết đến qua tên bị bôi xấu Trụ Vương, đã được đề cập trong sách Luận ngữ và Tam tự kinh. Ông cũng là một trong các đối tượng chính của Phong thần diễn nghĩa, cùng với đại diện khác nhau có nguồn gốc từ các phương tiện truyền thông phổ biến. Như vậy, Trụ Vương phục vụ như là một mẫu mực (tiêu cực) của quy tắc Nho giáo (được trình bày như là nhà cai trị xấu xa biện minh cho sự thay đổi chế độ theo thiên mệnh), cũng như trở thành một biểu tượng của nền văn hóa phổ biến.
Trong Phong thần diễn nghĩa, Trụ Vương viếng thăm đền thờ nữ thần Nữ Oa và xúc phạm nữ thần với ý kiến của ông về vẻ đẹp của bà. Bị xúc phạm, Nữ Oa quyết định rằng nhà Thương nên kết thúc và ra lệnh cho ba thuộc hạ biến thành ba người phụ nữ xinh đẹp (bao gồm cả Đát Kỷ) để quyến rũ ông. Dưới ảnh hưởng của những người phụ nữ này, Trụ Vương sẽ trở thành một vị vua tàn nhẫn, mất đi sự hỗ trợ của người dân và dẫn đến sự sụp đổ của chính mình.
Những người vợ và con cái của ông được ghi chép trong Phong Thần diễn nghĩa:
- Vợ:

1. Khương vương hậu: chính thất của Trụ Vương. Theo truyền thuyết, bà sinh cho Trụ Vương hai người con trai (là Ân Giao và Ân Hồng). Sau khi Đát Kỷ nhập cung quyến rũ Trụ Vương ngày đêm hoang lạc, Khương hậu nhiều lần khuyên ngăn nhưng bị Trụ Vương phớt lờ, bèn trách mắng Đát Kỷ, Trụ Vương biết được liền xa lánh bà. Sau bà bị Đát Kỷ vu cáo sai người ám sát Trụ Vương, đành tự khoét mắt minh oan rồi chết.
2. Hoàng Quý phi: vương phi của Trụ Vương, phụ trách Tây cung, em gái Hoàng Phi Hổ. Theo truyền thuyết, bà giỏi văn thơ nên được Trụ Vương yêu thích. Sau Trụ Vương giở trò ong bướm với người chị dâu là Giả thị, phu nhân Hoàng Phi Hổ nên lên tiếng cãi lại, bị Trụ Vương ném từ trên lầu Trích Tinh xuống đất.
3. Dương Quý phi: vương phi của Trụ Vương, phụ trách Ninh Khánh cung. Sau khi Khương hậu mất, buồn vì Trụ Vương vô tình nên bà cũng treo cổ tự vẫn.
4. Tô Đát Kỷ: con gái Tô Hộ, xem là mỹ nhân hồng nhan hoạ thủy, quyến rũ Trụ Vương ngày đêm hoang lạc, làm chuyện vô đạo đức, xa lánh trung thần, bỏ mặc xã tắc, trở thành hôn quân vô đạo.
5. Ngọc Mỹ nhân: một trong ba thuộc hạ của Nữ Oa được ra lệnh để quyến rũ Trụ Vương.
6. Hồ Hỷ Mỵ: một trong ba thuộc hạ của Nữ Oa được ra lệnh để quyến rũ Trụ Vương.

- Con cái:

1. Ân Giao (mẹ là Khương vương hậu).
2. Ân Hồng (mẹ là Khương vương hậu).